# 주성치의 성전강호
주성치의 성전강호(咖喱辣椒: Curry And Pepper, 가리랄초, 성전강호)는 홍콩에서 제작된 가수량 감독의 1990년 액션, 코미디, 범죄 영화이다. 주성치 등이 주연으로 출연하였고 진가신 등이 제작에 참여하였다. 방영명은 카레 형사 고추 형사이다.

## 줄거리
카레와 고추는 진지하게 직무를 수행하지 않는 두 명의 형사이다. 신문 기자 조이 로가 일상적인 경찰 생활에 대한 다큐멘터리를 촬영하기로 결정했을 때, 그녀는 카레와 고추를 촬영 대상으로 선택한다. 카레와 고추가 조이의 애정을 얻기 위해 다투면서 그들의 우정은 심각한 위기에 처한다. 결국 두 사람은 화해하고 협력하여 전복이라는 사악한 킬러를 제거한다. 나중에 그들은 북한 공산주의자들과 맞서 싸우고 홍콩에 무단으로 진입한 그들을 모두 죽인다.

## 출연

### 주연
- 주성치
- 장학우

### 조연
- 증지위
- 백안니
- 가수량
- 마이클 딩고
- 잠건훈
- 황빙야오

## 한국판 성우진(SBS, 1997년 4월 1일)
- 홍시호 - 카레(장학우)
- 김환진 - 고추(주성치)
- 김정미
- 조동희
- 최상기
- 이봉준
- 순동운
- 윤병화
- 이종혁
- 김태웅
- 이현선
- 박규웅
- 조미란
- 서문석
- 서광재